# Il mare senza stelle
Il mare senza stelle (The Starless Sea) è un romanzo fantasy del 2019, secondo libro dell'autrice Erin Morgenstern.

## Trama
La storia ha una narrazione non lineare, costruita attorno a varie sottotrame che si sovrappongono con uno stile metanarrativo; ciascuno dei sei libri in cui è suddiviso il romanzo intervalla la narrazione primaria lineare con estratti di un testo proveniente dalla storia, letto dai personaggi.
Protagonista del filone principale è Zachary Ezra Rawlins, uno studente universitario che si imbatte in un misterioso libro intitolato Dolci rimpianti nella biblioteca della sua università. L'opera sembra essere una raccolta di racconti brevi e fantastici, nei quali è descritto un labirinto pieno di libri sulle rive di un mare sotterraneo senza stelle. Zach si accorge che uno dei racconti descrive perfettamente un'esperienza avvenutagli da bambino, quando scoprì una porta apparentemente dipinta su un muro che sembrava autentica, salvo poi constatare che era solo un graffito il giorno seguente. Ciò nonostante, la pubblicazione del libro risale a prima della sua nascita. Zachary segue indizi che provino l'esistenza del Mare senza stelle andando a un'esclusiva festa in costume letteraria a New York, dove incontra un narratore di nome Dorian, che gli racconta una storia nella quale un'incarnazione del Fato viene fatta a pezzi da un parlamento di gufi dopo essersi innamorato del Tempo.
Dorian avverte Zachary che è stato preso di mira da un'organizzazione chiamata Club dei Collezionisti, che vuole ottenere Dolci rimpianti. Dorian recluta Zachary per rubare una raccolta di fiabe dal Club, ma il ragazzo viene scoperto. Dorian  spiega che Mirabel, un'altra frequentatrice della festa, è la creatrice delle porte dipinte che conducono al Porto del Mare senza stelle; mentre Dorian e Zachary scappano attraverso una porta a Central Park, Dorian viene catturato dal Club. Zachary si ritrova nel porto descritto in Dolci rimpianti, dove incontra Mirabel, un'accolita di nome Rima e l'amante di Mirabel, un capitano di porto apparentemente senza età chiamato il Custode. Mirabel e Zachary liberano Dorian sfuggendo alla leader del Club, una donna di nome Allegra.
Zachary esplora il porto mentre Dorian si riprende dal rapimento e scopre che il Mare senza stelle si è in realtà ritirato a causa della riduzione della popolazione del porto. Riceve misteriosi messaggi in cui gli viene ordinato di trovare un "uomo perso nel tempo" menzionato in Dolci rimpianti. Trova poi un altro libro, La ballata di Simon ed Eleanor, che descrive due residenti del Mare che vivono a generazioni di distanza ma riescono a incontrarsi e a innamorarsi attraverso un'anomalia temporale nel porto; i due concepiscono una bambina, ovvero Mirabel, prima di addentrarsi nelle profondità del porto per ritrovarsi dopo il sigillo dell'anomalia. Si scopre che Allegra è la madre adottiva di Mirabel e che ha fondato il Club dei Collezionisti per proteggere la figlia dopo essere rimasta sopraffatta da visioni apocalittiche della distruzione del porto.
Dorian e Zachary studiano insieme i testi e concludono che Simon debba essere l'uomo perso del tempo, oltre che a teorizzare che Mirabel e il Custode siano in realtà il Fato e il Tempo della fiaba. Allegra arriva nel tentativo di chiudere tutte le porte del Mare dall'interno, provocando un terremoto che fa precipitare sia lei che Dorian nelle caverne sottostanti il porto. Mirabel conduce Zachary lì, rivelando che i porti sono stati costruiti uno sopra l'altro mano a mano che il Mare si è sollevato nel tempo. Mirabel ammette di essere il Fato e di esseri reincarnata innumerevoli volte dopo la sua prima morte, ma insiste sul fatto che possa influenzare gli eventi solo indirettamente, quindi Zachary deve decidere da solo come agire. I due sono separati da uno stormo di gufi e Zachary viene salvato da Simon, che descrive la storia di Zachary come una presenza letterale che lo ha seguito, condannando ulteriormente il porto già in rovina.
Dorian sopravvive alla caduta atterrando nel Mare senza stelle, che si rivela essere un oceano di miele, e viene salvato da Eleanor, che è diventata una marinaia esperta, mentre Allegra viene trovata morta. Eleanor lascia Dorian in una locanda descritta nella raccolta di fiabe, dove ottiene un cuore umano appartenuto al Fato quando è stato smembrato la prima volta, mettendolo in guardia contro spiriti misteriosi e allucinazioni che infestano il luogo. Dorian si fa strada attraverso una serie di illusioni per raggiungere Zachary, ma finisce per ucciderlo accidentalmente. In purgatorio, Zachary ottiene un incontro con Mirabel, che lo ringrazia per aver trovato Simon e aver adempiuto al suo destino. Dorian resuscita Zachary sostituendo il suo cuore con quello del Fato, dopodiché i due salgono in barca con Eleanor poco prima che il porto venga inondato di miele e distrutto.
Kat, l'amica di Zachary, tiene un diario in cui trascrive i suoi sforzi per trovare Zachary dopo la sua scomparsa e scopre anche lei l'esistenza del Mare. Rifiuta un'offerta di Allegra di unirsi al Club dei Collezionisti, ma accetta di abbandonare le sue indagini per mantenere segreto il Mare. Kat prosegue i suoi studi e la sua carriera, finché non riceve dei messaggi che la indirizzano a una porta misteriosa in un edificio abbandonato. Kat apre la porta insieme a Mirabel, Rima e il Custode, rivelando un nuovo porto sopra quello vecchio.

## Accoglienza
L'opera ha ricevuto recensioni ampiamente positive, in particolar modo per il suo uso della metanarrazione. Ha vinto il premio Dragon per il miglior romanzo fantasy nel 2020 ed è stato candidato al premio Locus per il miglior romanzo fantasy e ai Goodreads Choice per il miglior fantasy.